# Sukanalu (Barusjahe)
Sukanalu is een bestuurslaag in het regentschap Karo van de provincie Noord-Sumatra, Indonesië. Sukanalu telt 3146 inwoners (volkstelling 2010).